# Демократическая партия Узбекистана «Миллий тикланиш»
Демократи́ческая па́ртия Узбекиста́на «Милли́й тиклани́ш» (узб. Oʻzbekiston “Milliy tiklanish” demokratik partiyasi), сокр. ДПМТ — правая националистическая политическая партия в Узбекистане, основанная в 1995 году. Является второй по численности депутатов (36 человек) фракцией в Олий Мажлисе Республики Узбекистан.
Вместе с правящей Либерально-демократической партией Узбекистана состоит в «Блоке демократических сил», составляющее парламентское большинство (всего 88 из 150) и занимает проправительственную ориентацию.

## История партии

Логотип до 2021 года, долгое время пользовавшийся партией.

3 июня 1995 года партия была создана решением учредительного съезда Демократической партии Узбекистана «Миллий Тикланиш».
10 июня 1995 года вышел в свет первый номер газеты «Миллий Тикланиш».
4 января 1999 года была создана Национально-демократическая партия Узбекистана Фидокорлар ( ДП Фидокорлар).
4 февраля 1999 года' вышел в свет первый номер общественно-политической газеты «Фидокор».
20 июня 2008 года на объединительном съезде Демократической партии Узбекистана «Миллий Тикланиш» и Национально-демократической партии «Фидокорлар» на основе двух партий была создана новая Демократическая партия Узбекистана « Миллий Тикланиш» (O’zMTDP).
11 августа 2008 года (O’zMTDP) был зарегистрирован в Министерстве юстиции Республики Узбекистан.
13 августа 2008 года состоялось совместное учредительное собрание фракций Демократической партии Узбекистана «Миллий Тикланиш» и Национально-демократической партии Узбекистана «Фидокорлар» и была создана новая фракция O’zMTDP в Законодательной палате Олий Мажлис.
С 9 сентября 2008 года в регионах прошли учредительные конференции O’zMTDP и пленумы региональных партийных организаций. Они утвердили состав Совета, Контрольно-ревизионной комиссии, Исполкома Совета, избрали председателя Исполкома и его заместителей. Кроме того, проводились учредительные конференции и пленумы районных (городских) партийных организаций, утверждался состав Совета, Исполкома Совета, избирались председатели исполкома.
27 декабря 2009 года в Законодательную палату Олий Мажлиса был избран 31 депутат, в местные Советы народных депутатов — 954 депутата.
27 декабря 2014 года 36 депутатов были избраны в Законодательную палату Олий Мажлиса и 1105 депутатов в местные Советы народных депутатов.
В 2015, 2016 и 2021 годах партия участвовала в выборах Президента Республики Узбекистан. На пост президента от партии были выдвинуты Акмаль Саидов, Сарвар Отамуратов и Алишер Кадыров.
24 декабря 2019 года на выборах в Законодательную палату Олий Мажлиса O’zMTDP  и в местные Советы народных депутатов избрано 36 депутатов и 1266 депутатов — в местные Советы народных депутатов.
По данным на 1 апреля 2022 года количество членов партии составляет 358 377 человек. 48 % из них – молодежь, 44 % – женщины. Партия имеет 14 территориальных (Республика Каракалпакстан, области и город Ташкент), 175 районных советов 32 городов и 7032 первичных партийных организаций.

## Символ демократической партии «Миллий Тикланиш»
Описание символа Демократической партии «Миллий Тикланиш» следующее:
Зеленый полумесяц — это отсылка к нашим священным ценностям и нашей плодородной земле. Голубая земля – символ честного и чистого духа нашего народа. Птица Симург является символом процветания и выздоровления, взятым из произведения Алишера Навои «Лисон ут-Тайр», и призывает к единству на пути к единой цели, даже если мысли и идеи различны. Навои указывает, что Симург (тридцать птиц по-персидски) — это их состояние союза, когда тридцать разоренных птиц отправляются в разные концы света в поисках Симурга, птицы процветания, но не ищут его. Символ партии выражает цели объединения нашего честного и толерантного народа на пути единой цели на благословенной земле Узбекистана, опираясь на национальные и общечеловеческие ценности.

## Газета партии
Газета «Миллий Тикланиш» является общественно-политическим изданием демократической партии «Миллий Тикланиш».
Газета освещает деятельность демократической партии «Миллий Тикланиш», а также деятельность депутатов всех уровней, избранных от партии. То есть через центральное издание партии она широко пропагандирует её идеи, цели и задачи, знакомит общественность с проводимой в этом направлении работой. На основе реформ «Нового Узбекистана», требований и предложений владельцев газет газета «Миллий Тикланиш» кардинально изменилась как по содержанию, так и по форме.
Основываясь на идеях партии, газета освещает сегодня работу, проводимую в сферах сохранения национальных и общечеловеческих ценностей, укрепления статуса государственного языка, истории, культуры и искусства, духовно-просветительской сферы. Газета становится все более популярной благодаря своим критическим статьям, посвященным анализу проблем и недостатков общественной жизни.
Главный редактор: Миродил Абдурахманов. Газета является еженедельной и выходит с 10 июня 1995 года.

## Фотогалерея

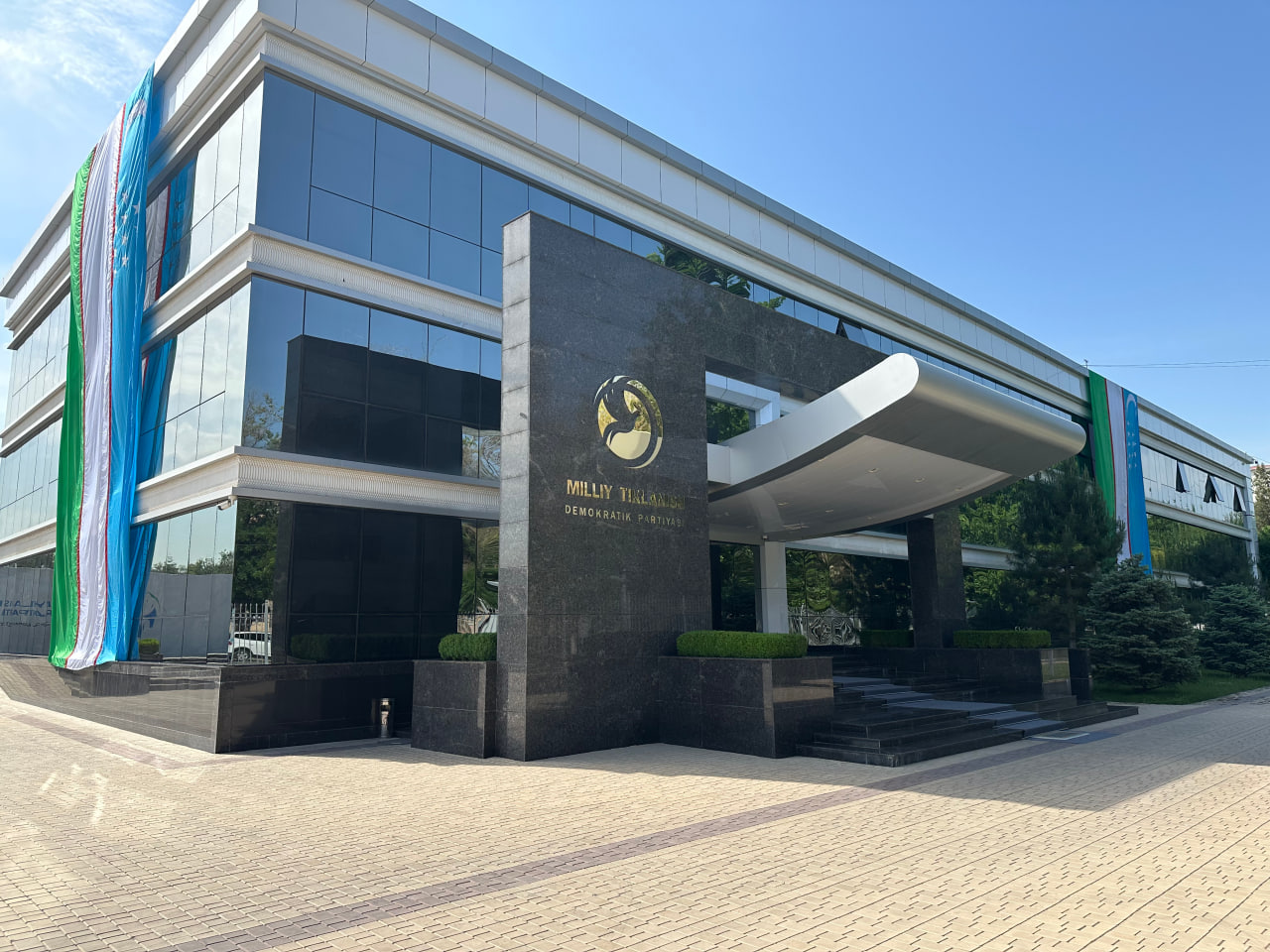
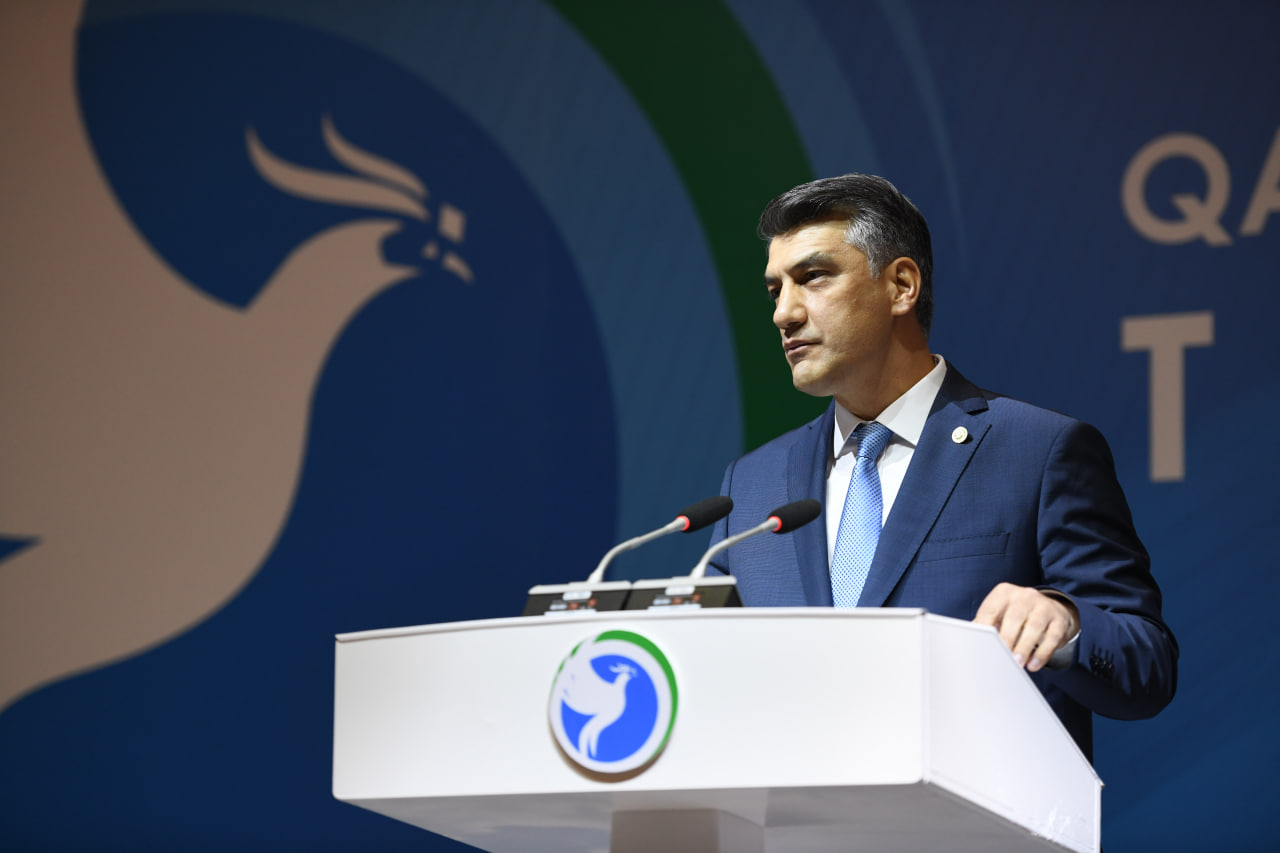
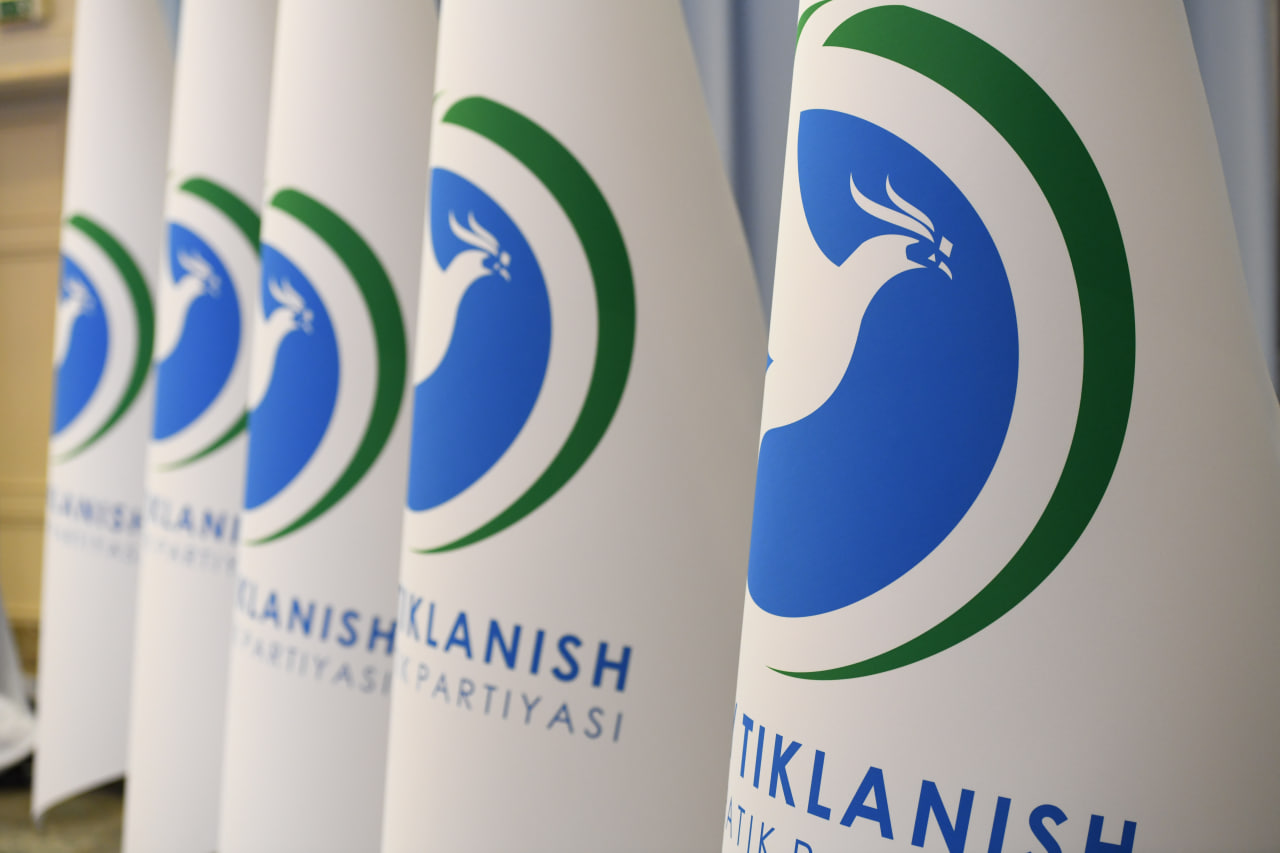
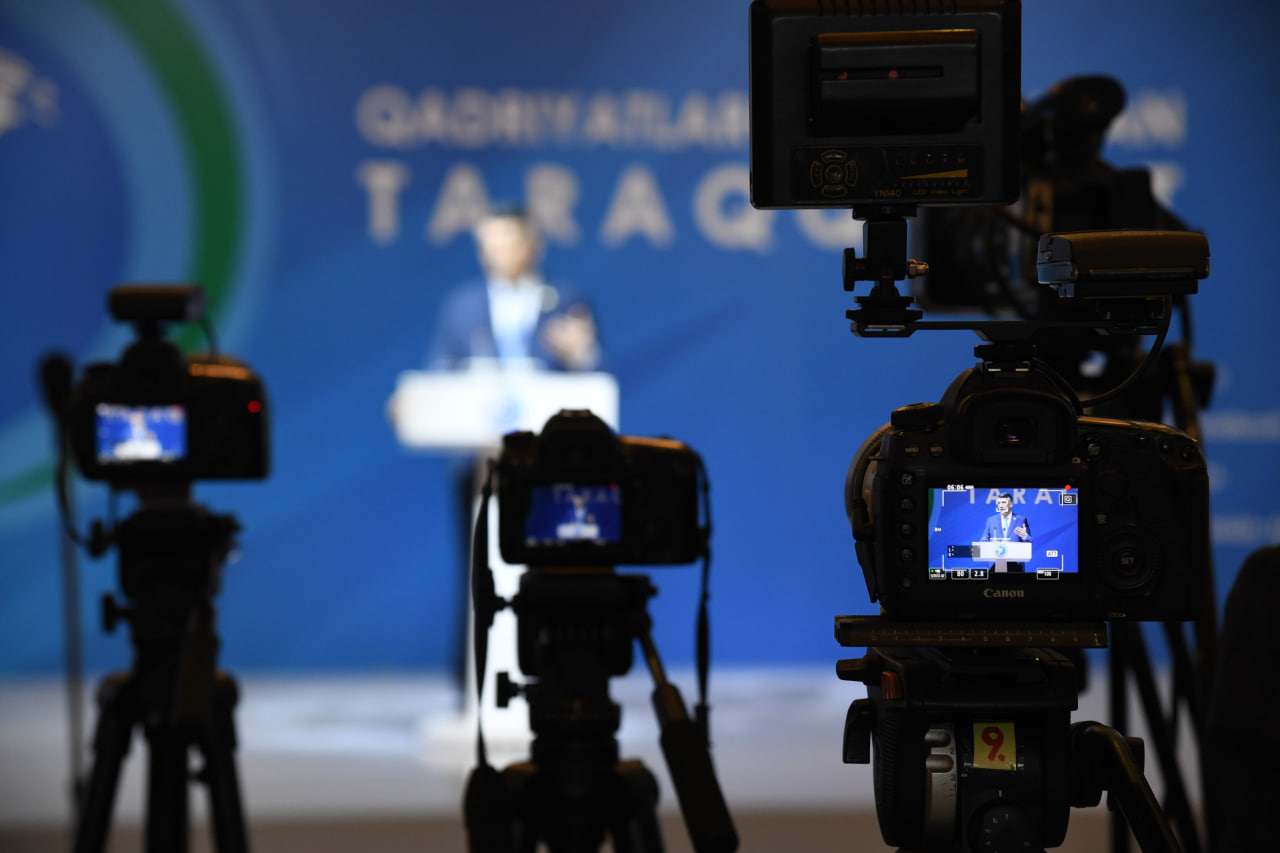
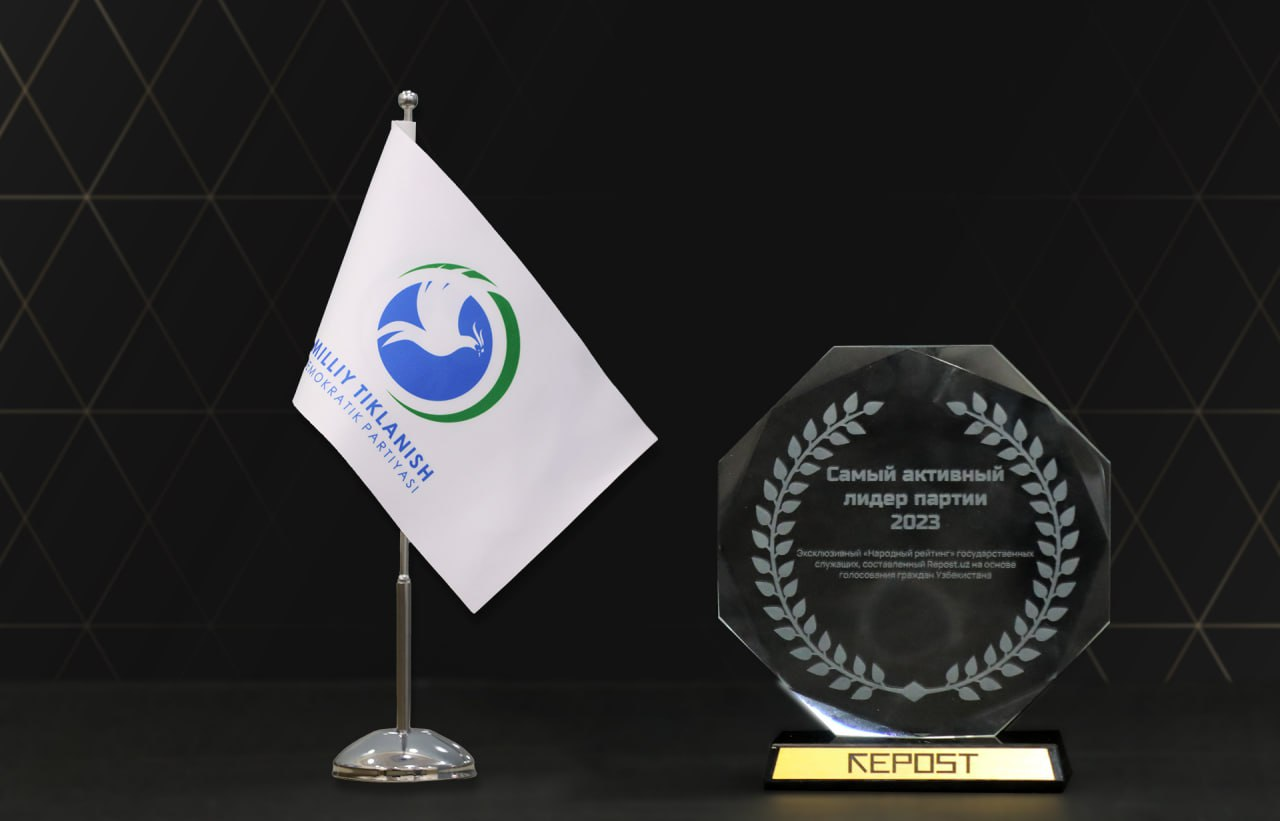
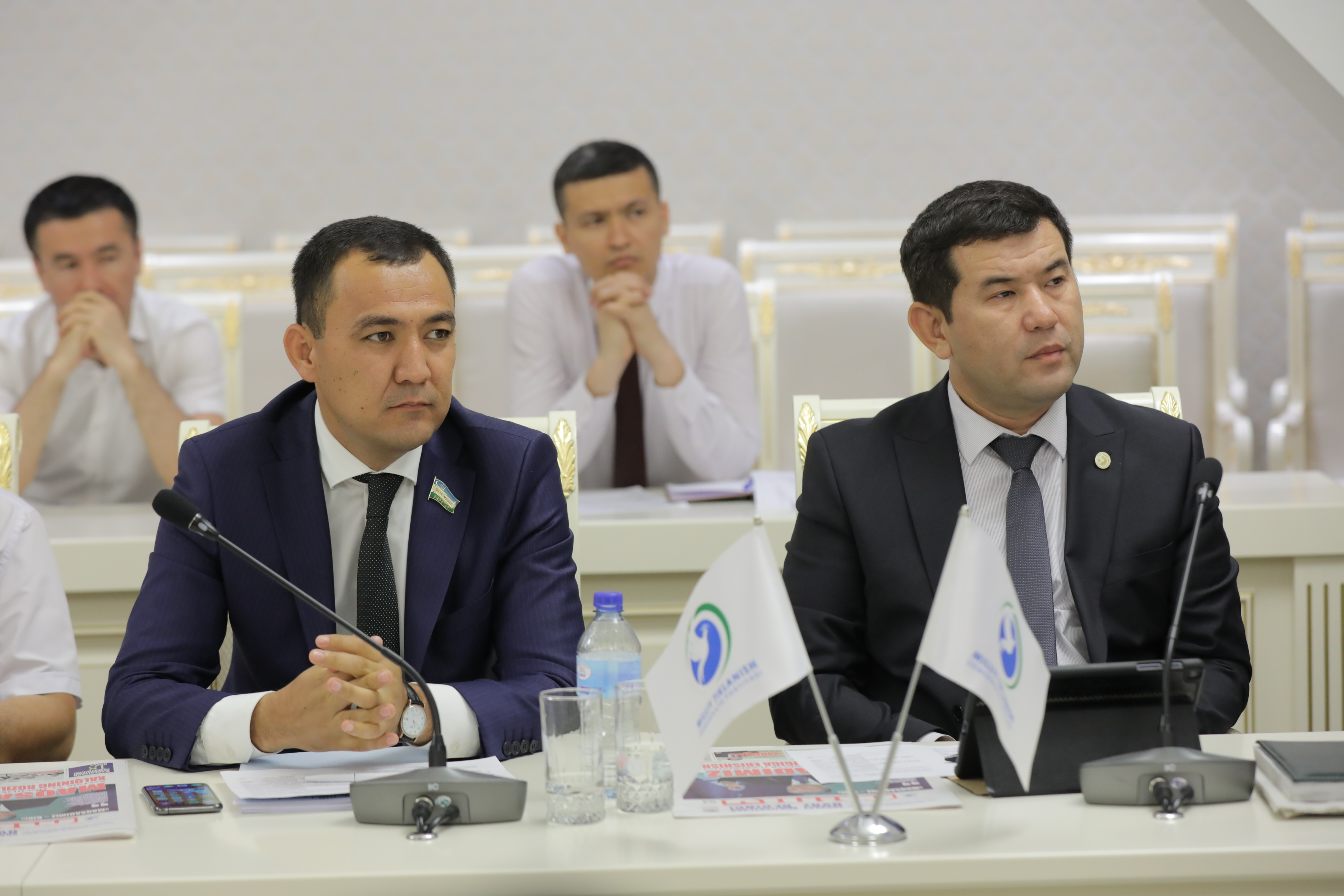
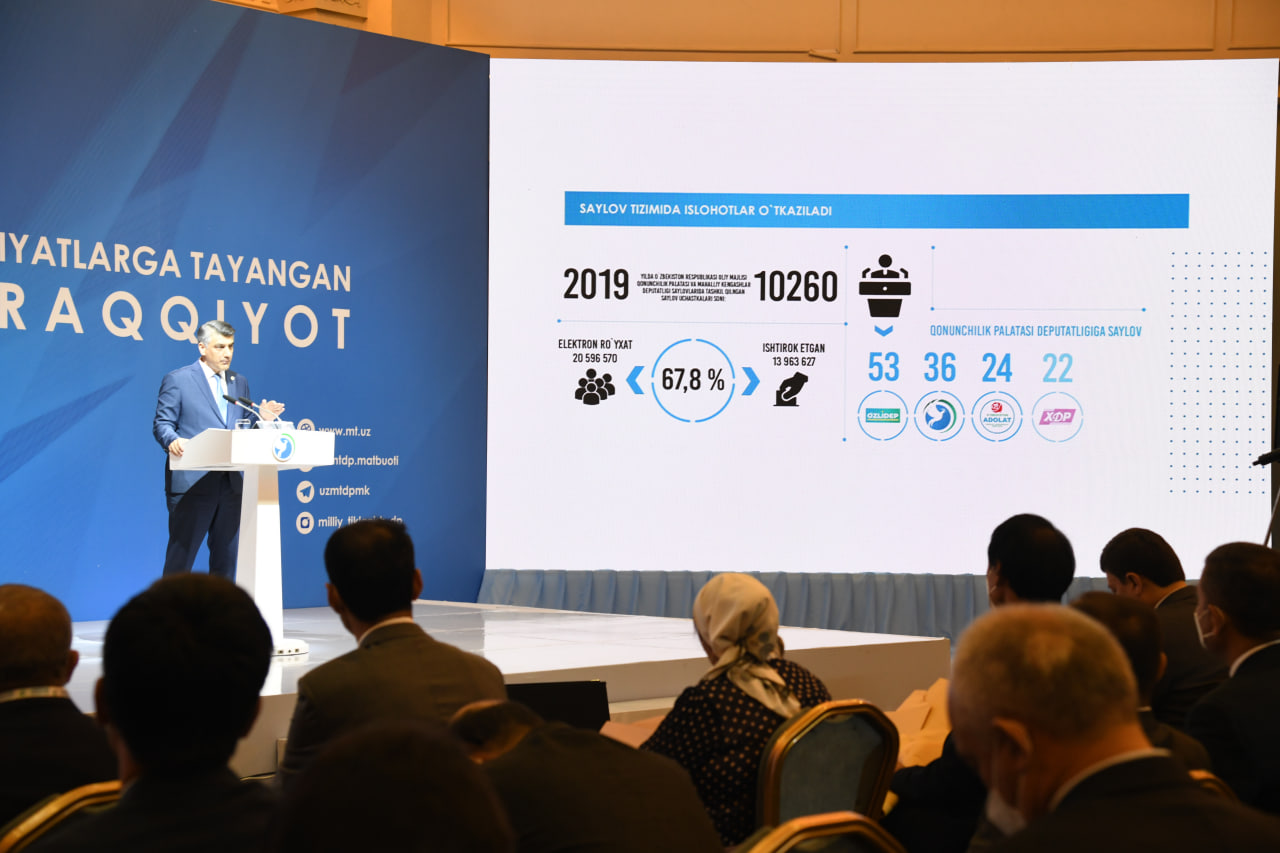
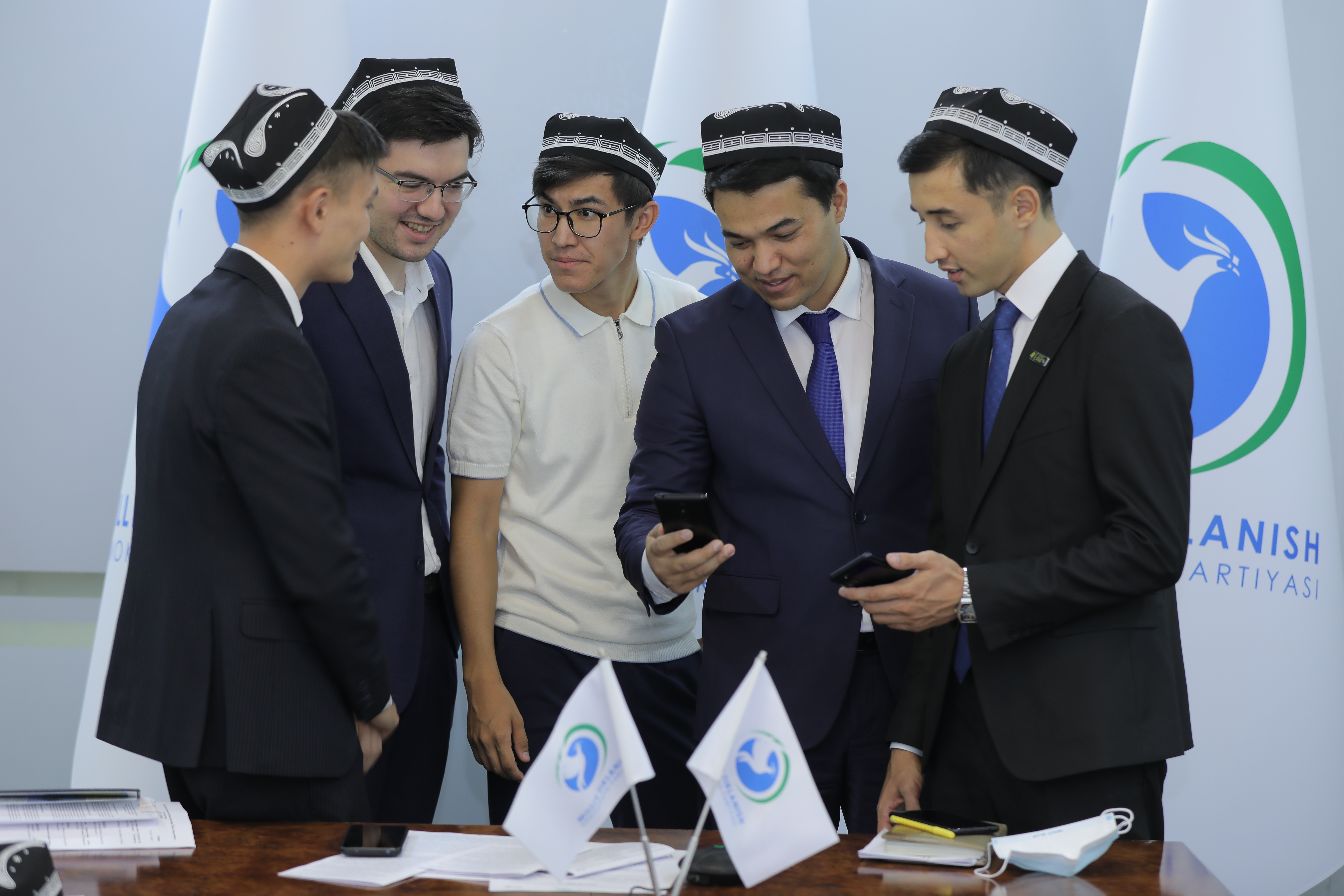
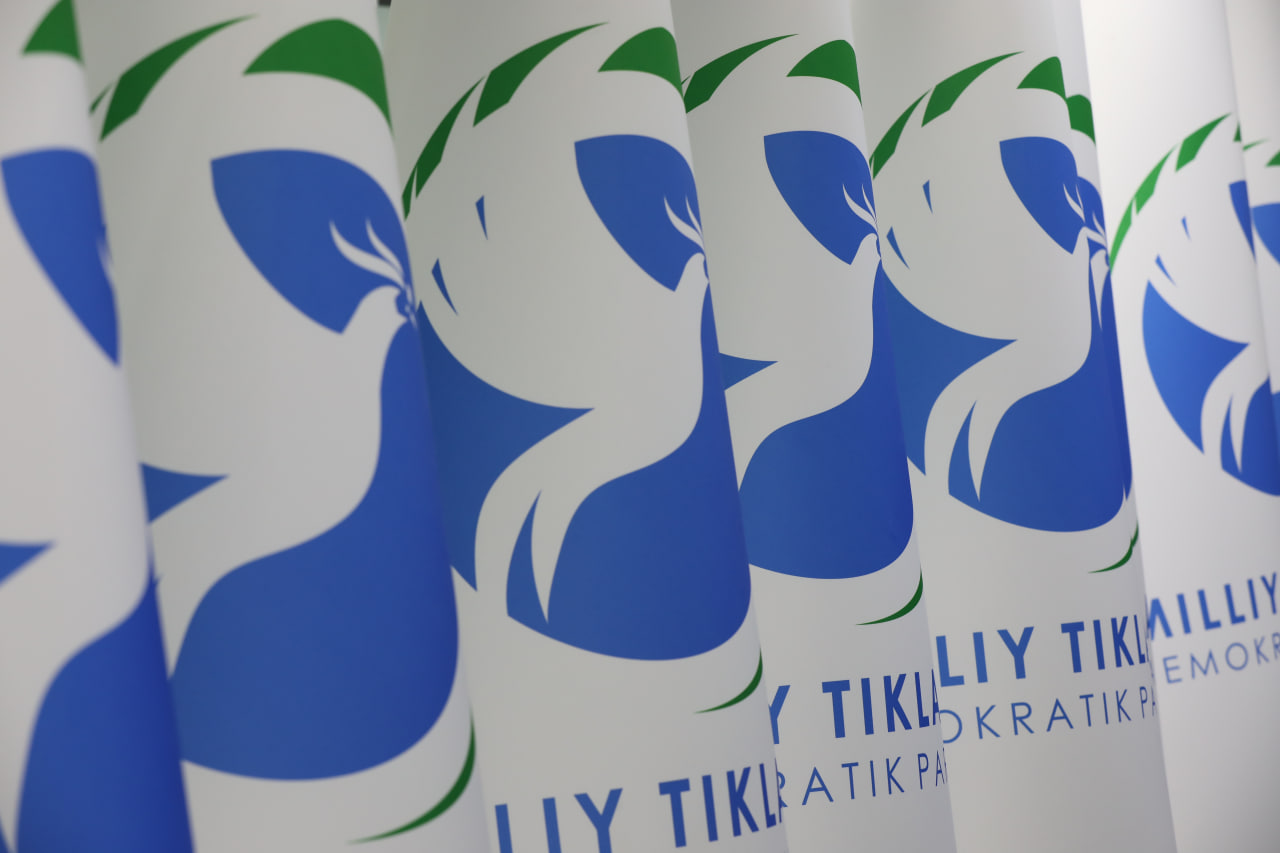
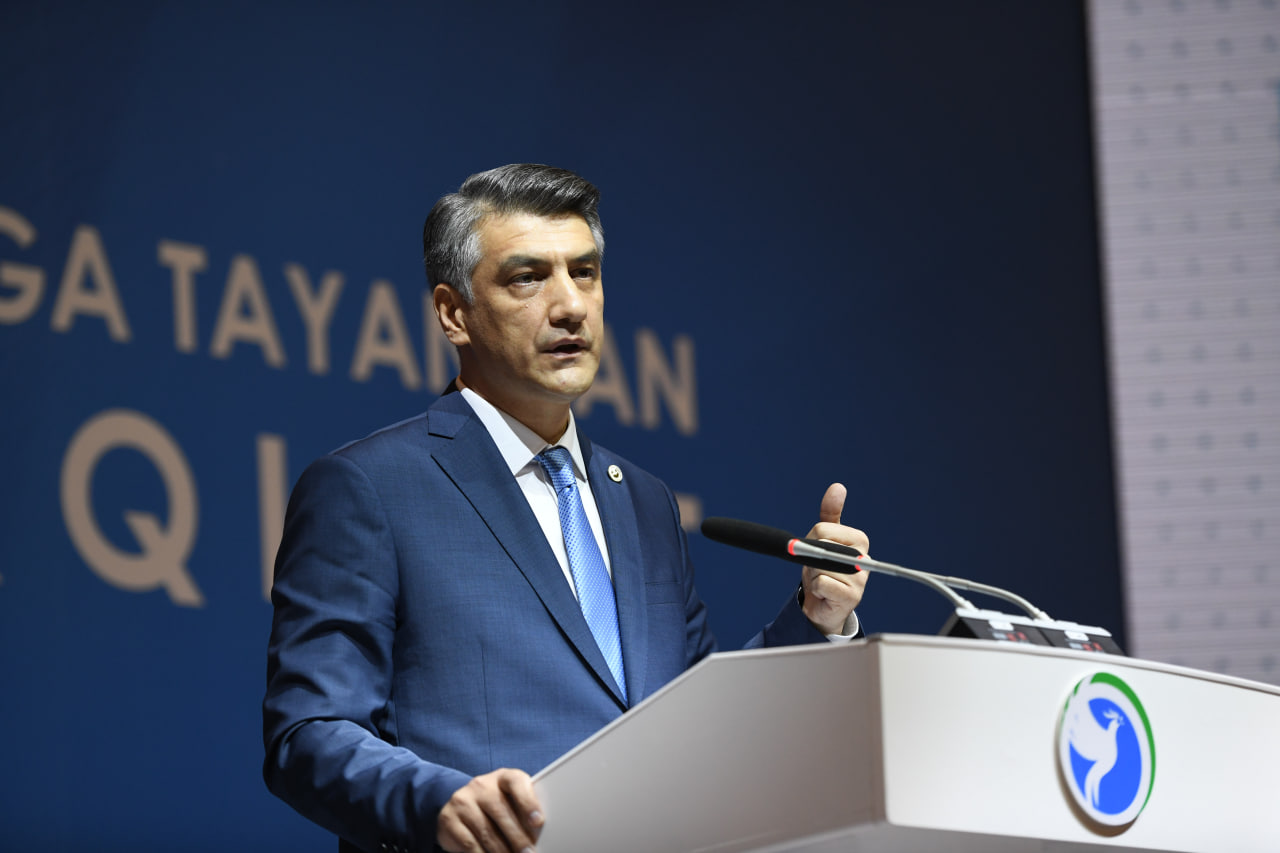

## Идеология
Согласно официальному сайту партии, «Главной целью Демократической партии Узбекистана «Миллий тикланиш» является реализация идеи национального возрождения, обеспечение устойчивого национального развития, защита и продвижение национальных интересов во всех сферах политической, социальной, гуманитарной жизни страны, сохранение и приумножение национальных, культурных и духовных ценностей, богатейшего исторического наследия, обычаев и традиций народа Узбекистана».
Символ партии — мифическая птица Хумо, которая изображена на эмблеме партии. Партия выступает за культурное и духовное возрождение узбекского народа, являясь сторонником традиционализма. Считается правой партией, с ярко выраженной по сравнению с остальными партиями Олий Мажлиса националистической риторикой, являясь самой антироссийской и антикитайской партией парламента страны. В частности, партия выступает против присоединения Узбекистана к Евразийскому экономическому союзу, выступает за полный и окончательный переход узбекской письменности на латиницу, за союзнические и близкие отношения со всеми соседями, особенно со странами Организации тюркских государств, а также взаимовыгодного сотрудничества (не являясь откровенно прозападной партией) с США и другими странами Западного мира, а также со странами исламского мира. После широкой известности миру о существовании лагерей перевоспитания мусульман в Синьцзяне (Китай), из узбекистанских политиков высказался лишь член «Миллий тикланиш», который выступил с осуждением этой политики китайских коммунистических властей и обратился с открытым письмом к президенту Узбекистана Шавкату Мирзиёеву. 
Партия является сторонником этатизма и принципа «от сильного государства к сильному гражданскому обществу».

## Результаты на выборах
| Выборы | Мандаты   |
| ------ | --------- |
| 2004   | 29 из 120 |
| 2009   | 31 из 150 |
| 2014   | 36 из 150 |
| 2019   | 36 из 150 |

## Выборы президента
|  | Год  | Кандидат от партии | %    |
|  | ---- | ------------------ | ---- |
|  | 2015 | Акмаль Саидов      | 3,08 |
|  | 2016 | Сарвар Отамуратов  | 2,35 |
|  | 2021 | Алишер Кадыров     | 5,50 |